# Coupe de Serbie féminine de football
La Coupe de Serbie féminine de football existe, en tant que tel, depuis 2006.
La Coupe a subi les aléas de l'histoire de la Yougoslavie. De 1975 à 1991, ce fut la Coupe de Yougoslavie, de 1992 à 2002, ce fut une Coupe sans la Croatie, la Bosnie-Herzégovine et la Slovénie. De 2003 à 2006, ce fut la Coupe de Serbie-et-Monténégro.

## Palmarès
| Yougoslavie | Yougoslavie                                                   | Rép. Féd. de Yougoslavie                                      | Rép. Féd. de Yougoslavie                                      | Serbie-et-Monténégro                                          | Serbie-et-Monténégro                                          |
| ----------- | ------------------------------------------------------------- | ------------------------------------------------------------- | ------------------------------------------------------------- | ------------------------------------------------------------- | ------------------------------------------------------------- |
| 1975        | ŽNK Zagreb (Croatie)                                          | 1992                                                          | ŽFK Classic Mašinac Niš                                       | 2003                                                          | ŽFK Classic Mašinac Niš                                       |
| 1977        | ŽNK Loto Zagreb (Croatie)                                     | 1993                                                          | ŽFK Sloga Zemun                                               | 2004                                                          | ŽFK Napredak Kruševac                                         |
| 1978        | ŽNK Loto Zagreb (Croatie)                                     | 1994                                                          | ŽFK Sloga Zemun                                               | 2005                                                          | ŽFK Napredak Kruševac                                         |
| 1979        | ŽFK Sloga Zemun                                               | 1995                                                          | ŽFK Classic Mašinac Niš                                       | 2006                                                          | ŽFK Napredak Kruševac                                         |
| 1980        | ŽNK Sloboda '78 Zagreb (Croatie)                              | 1996                                                          | ŽFK Classic Mašinac Niš                                       |                                                               |                                                               |
| 1981        | ŽFK Sloga Zemun                                               | 1997                                                          | ŽFK Classic Mašinac Niš                                       |                                                               |                                                               |
| 1982        | ŽNK Sloboda '78 Zagreb (Croatie)                              | 1998                                                          | YUMCO Vranje                                                  |                                                               |                                                               |
| 1983        | ŽFK Mašinac Niš                                               | 1999                                                          | ŽFK Classic Mašinac Niš                                       |                                                               |                                                               |
| 1984        | ŽFK Mašinac Niš                                               | 2000                                                          | YUMCO Vranje                                                  |                                                               |                                                               |
| 1985        | ŽFK Sloga Zemun                                               | 2001                                                          | YUMCO Vranje                                                  |                                                               |                                                               |
| 1986        | ŽFK Željezničar Sarajevo (Bosnie)                             | 2002                                                          | YUMCO Vranje                                                  |                                                               |                                                               |
| 1987        | ŽNK Maksimir Zagreb (Croatie)                                 |                                                               |                                                               |                                                               |                                                               |
| 1988        | ŽFK Mašinac Niš                                               |                                                               |                                                               |                                                               |                                                               |
| 1989        | ŽFK Mašinac Niš                                               |                                                               |                                                               |                                                               |                                                               |
| 1990        | ŽNK Maksimir Zagreb (Croatie)                                 |                                                               |                                                               |                                                               |                                                               |
| 1991        | ŽFK Mašinac Niš                                               |                                                               |                                                               |                                                               |                                                               |
| Serbie      |                                                               |                                                               |                                                               |                                                               |                                                               |
| Saison      | Vainqueur                                                     | Score                                                         | Finaliste                                                     | Notes                                                         | Notes                                                         |
| 2007        | ŽFK Napredak Kruševac                                         | 3-0                                                           | ŽFK Kolibri Kuršumlija                                        | Source                                                        | Source                                                        |
| 2008        | ŽFK Mašinac Niš                                               | 6-5                                                           | ŽFK Napredak Kruševac                                         |                                                               |                                                               |
| 2009        | ŽFK Mašinac Niš                                               | 2-0                                                           | ŽFK Napredak Kruševac                                         |                                                               |                                                               |
| 2010        | ŽFK Mašinac PZP Niš                                           | 5-2                                                           | ŽFK Kolibri Kuršumlija                                        |                                                               |                                                               |
| 2011        | ŽFK Mašinac PZP Niš                                           | 4-1                                                           | ŽFK Spartak Subotica                                          |                                                               |                                                               |
| 2012        | ŽFK Spartak Subotica                                          | 2-1a. p.                                                      | ŽFK Étoile rouge de Belgrade                                  |                                                               |                                                               |
| 2013        | ŽFK Spartak Subotica                                          | 3-0                                                           | ŽFK Napredak Kruševac                                         |                                                               |                                                               |
| 2014        | ŽFK Spartak Subotica                                          | 8-0                                                           | ŽFK Mašinac Niš                                               |                                                               |                                                               |
| 2015        | ŽFK Spartak Subotica                                          | 3-1                                                           | ŽFK Étoile rouge de Belgrade                                  |                                                               |                                                               |
| 2016        | ŽFK Spartak Subotica                                          | 4-0                                                           | ŽFK Mašinac Niš                                               |                                                               |                                                               |
| 2017        | ŽFK Spartak Subotica                                          | 2-1                                                           | ŽFK Mašinac Niš                                               |                                                               |                                                               |
| 2018        | ŽFK Étoile rouge de Belgrade                                  | 3-0                                                           | ŽFK Vojvodina                                                 |                                                               |                                                               |
| 2019        | ŽFK Spartak Subotica                                          | 3-1                                                           | ŽFK Étoile rouge de Belgrade                                  |                                                               |                                                               |
| 2020        | Compétition non disputée en raison de la pandémie de Covid-19 | Compétition non disputée en raison de la pandémie de Covid-19 | Compétition non disputée en raison de la pandémie de Covid-19 | Compétition non disputée en raison de la pandémie de Covid-19 | Compétition non disputée en raison de la pandémie de Covid-19 |
| 2021        | ŽFK Spartak Subotica                                          | 3-1                                                           | ŽFK Mašinac Niš                                               |                                                               |                                                               |
| 2022        | ŽFK Spartak Subotica                                          | 5-0                                                           | ŽFK Sloga Zemun                                               |                                                               |                                                               |
| 2023        | ŽFK Spartak Subotica                                          | 2-0                                                           | ŽFK Étoile rouge de Belgrade                                  |                                                               |                                                               |
| 2024        | ŽFK Étoile rouge de Belgrade                                  | 3-0 (forfait)                                                 | ŽFK Spartak Subotica                                          |                                                               |                                                               |

## Bilan par clubs
- 15 victoires : ŽFK Mašinac PZP Niš
- 10 victoires : ŽFK Spartak Subotica
- 5 victoires : ŽFK Sloga Zemun
- 4 victoires : YUMCO Vranje, ŽFK Napredak Kruševac
- 2 victoires : ŽNK Loto Zagreb, ŽNK Maksimir Zagreb, ŽNK Sloboda '78 Zagreb, ŽFK Étoile rouge de Belgrade
- 1 victoire : ŽNK Zagreb, ŽFK Željezničar Sarajevo